# Chart afrykański

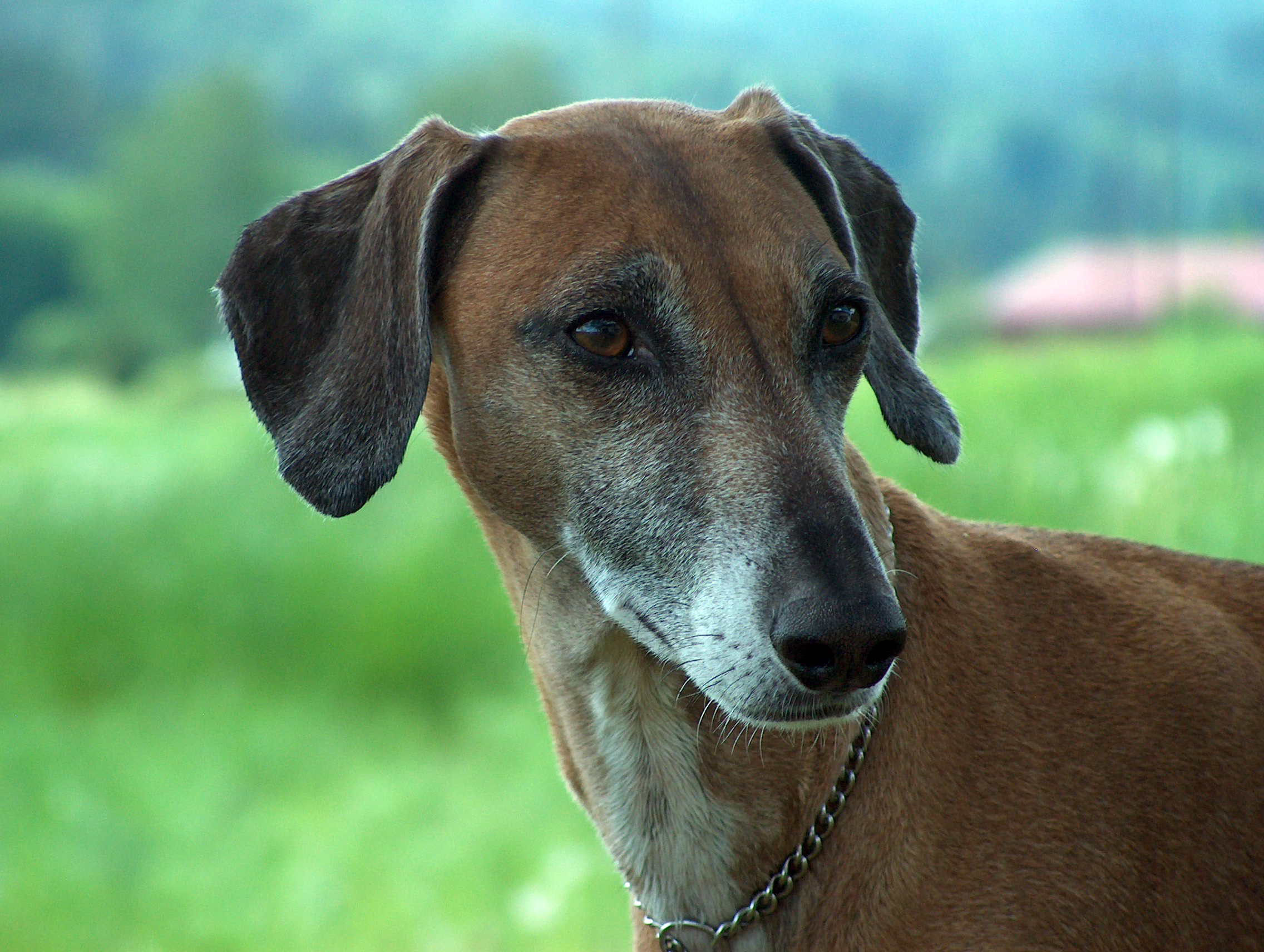
Głowa dorosłej suki azawakha

Chart afrykański (oryginalna nazwa azawakh) – rasa psa zaliczana do grupy chartów, charakteryzująca się delikatnym, krótkim włosem, wyhodowana w starożytności na obszarze południowej Sahary, użytkowana pierwotnie jako pies myśliwski, stróżujący i pies-towarzysz, obecnie również jako pies wyścigowy i ozdobny.

## Rys historyczny
Historia tej rasy nie jest do końca wyjaśniona – wiadomo, że psy te towarzyszyły plemionom koczowniczym południowej Sahary w polowaniach (m.in. Tuaregom). Dzięki swojej czujności były wykorzystywane także jako psy stróżujące. Charty afrykańskie były bardzo szanowane przez owe plemiona, miały wstęp do namiotów i były częstymi prezentami lub posagami.

## Klasyfikacja FCI
W klasyfikacji FCI rasa ta została zaliczona do grupy X – charty, w sekcji chartów krótkowłosych. Nie podlega próbom pracy.

## Wygląd

### Budowa
Pies jest wysoki, o lekkim kośćcu i wydłużonym pysku. Sylwetka powinna być szczupła, a kości uwydatnione. Stop bardzo słabo zaznaczony, oczy dość duże, szeroko rozstawione. Głowa ma kształt gruszki. Uszy zwisające. Nogi długie i mocne.

### Szata i umaszczenie
Azawakh posiada w większym lub mniejszym stopniu białe znaczenia na łapach i ogonie. Kolorystycznie sierść może być od płowożółtej do czerwonej bądź brązowoczerwonej.

## Zachowanie i charakter
Psy tej rasy są niezależne, uznające zhierarchizowany model rodzinny, czyli taki, w którym pies podporządkowuje się tylko jednej osobie (liderowi), wobec której jest oddany.

## Użytkowość
Psy używane do polowań, szczególnie cenne, gdyż biegają niezwykle szybko, do 65 km/h. Jak wszystkie charty, w odróżnieniu od pozostałych psów myśliwskich, kierują się wzrokiem, a nie węchem
.

## Popularność
W Europie i Ameryce Północnej rasa ta jest bardzo rzadko spotykana.
Dzięki informacjom o tej rasie zebranym przez Xaviera Przeździeckiego został w 1982 roku ustalony wzorzec azawakha. Ten francuski oficer polskiego pochodzenia przyczynił się także do rozpowszechnienia tej rasy.